# Giuliano di Roma
Giulano di Roma és un comune (municipi) de la província de Frosinone, a la regió italiana del Laci, situat a uns 80 km al sud-est de Roma i a uns 12 km al sud-oest de Frosinone.
Giulano di Roma limita amb els municipis de Patrica, Supino, Ceccano, Maenza, Prossedi i Villa Santo Stefano.
A 1 de gener de 2019 tenia 2.413 habitants.